# اندیس گلاشگرد
گلاشگرد یک اندیس فلزی است که در حوالی شهر نودژ استان کرمان قرار دارد و مادهٔ معدنی موجود در آن، مس است.سنگ میزبان این اندیس آمفیبولیت، لوکوگابرو است و دیرینگی آن به دوران کرتاسه بالایی می‌رسد. در این اندیس، پاراژنز‌های کوارتز ، پیریت یافت می‌شوند.